# David Azéma
Pour les articles homonymes, voir Azéma.
David François Azéma, né le 22 novembre 1960 à Neuilly-sur-Seine, est un banquier d'affaires et haut fonctionnaire français.

## Biographie

### Jeunesse et études
Il étudie au lycée Henri-IV de Paris ainsi qu'au lycée de l'hôpital Raymond-Poincaré de Garches (Hauts-de-Seine).
David Azéma est diplômé de l'Institut d'études politiques de Paris (section Service public, promotion 1984) et ancien élève de l'École nationale d'administration (promotion Fernand-Braudel, 1987).

### Parcours professionnel
Il commence sa carrière en 1987 comme auditeur à la Cour des comptes avant de rejoindre le cabinet du ministre du Travail puis la SNCF en 1993 comme chargé de mission à la direction de la stratégie, conseiller du président et directeur des filiales et des participations.
Ensuite il quitte la France pour le Royaume-Uni, où il prend les fonctions de président de ICRRL (Intercontinental and Regional Railways Limited) en 1998. Par la suite, il est nommé président-directeur général d'Eurostar Group Ltd, filiale de la SNCF. En 2002, il rejoint Vinci en occupant les fonctions de directeur général délégué de Vinci Concessions. 
En juin 2008, David Azéma réintègre la SNCF comme directeur général délégué Stratégie & finances avant d'être nommé directeur général délégué du groupe SNCF en octobre 2011. Il fait don de 440 000€ des stock options de Vinci à l'IEP de Paris.
En juin 2012, il prend la présidence du directoire du groupe Keolis en restant au comité exécutif du groupe SNCF.
En août 2012, il est nommé commissaire de l'Agence des participations de l'État (APE),, agence qui a commandé en 2012 au cabinet de conseil américain  A.T. Kearney une étude sur l'actionnariat d'Alstom. Dans son rapport pour l'Institut Montaigne (un groupe de réflexion libéral), « L'impossible État actionnaire ? », publié en 2017, il revient sur cette expérience : « Avec le recul, (…) j'en suis arrivé à la conclusion que j'avais alors fait fausse route, que les termes “État” et “actionnaire” sont ontologiquement incompatibles et qu'il convient d'en tirer les conséquences. »
En février 2014, Arnaud Montebourg demande à David Azéma de saisir la commission de déontologie s'il confirme son intention de présenter sa candidature à la direction de Veolia environnement, mais David Azéma se retire alors de la course.
En juillet 2014, il rejoint la Bank of America - Merril Lynch.
Vice-président de l'Institut Montaigne, très influent lobby patronal proche d'Emmanuel Macron, il est depuis mars 2017 associé de la banque d’affaires Perella Weinberg Partners (en) pour en diriger l'activité de banque d'investissement en France,. D'après le journaliste Laurent Mauduit qui a longuement travaillé sur les relations public - privé, les groupes qui font appel aux services de M. Azéma ne cachent pas les raisons pour lesquelles ils apprécient sa collaboration : c’est parce que, du fait de ses anciennes fonctions, il a un formidable carnet d'adresses dans les sommets de l'État, à commencer par Emmanuel Macron lui-même et le secrétaire général de l'Élysée, Alexis Kohler, dont il est proche.

### Pantouflage à la Bank of America - Merrill Lynch et soupçons de prise illégale d'intérêt
Le 14 juillet 2014, il annonce quitter son poste à l'Agence des participations de l'État pour rejoindre la branche investissement  de la Bank of America - Merrill Lynch, une des banques conseil étant intervenu lors la vente de la branche énergie d'Alstom à General Electric, en tant que vice-président pour l'Europe, le Moyen-Orient et l'Afrique. Le rapprochement de ce transfert avec celui, en sens inverse, de Laurence Boone vers l'Élysée a pu faire parler d'un « indécent chassé-croisé entre Bank of America et le pouvoir socialiste » (Laurent Mauduit).
Le 2 septembre 2020, Mediapart publie un extrait du livre de Laurent Mauduit qui avance que David Azéma a fait gagner 30 millions d'euros à Bank of America - Merrill Lynch, pour l'opération de mise en bourse de 0,5 % du capital de GDF Suez, vendu par l'État le 25 juin 2014. Selon Mauduit, David Azéma avait caché ce lien avec la banque lorsqu'il a soumis sa demande de pantouflage (départ du public vers le privé) à la commission de déontologie qui évalue la possibilité de conflits d'intérêts. Il avait déclaré à la commission : « je n'ai pas été chargé, dans le cadre de ces fonctions, de conclure des contrats de toute nature avec Merrill Lynch International, ou avec une entreprise du même groupe [au sens de la loi] ou de formuler un avis sur de tels contrats […]. » En effet, techniquement, ce n'est pas lui qu'il a signé le mandat. C'est pourtant sa fonction de directeur de l'Agence des participations de l'État, qui lui permet de choisir la banque qui va empocher la commission pour l'opération de mise en bourse. Dans Le Monde du 14 juillet 2014, D. Azéma déclarait « Pourquoi je quitte l'État ? Pour gagner de l'argent […]. À 53 ans, il est temps que je prépare mon avenir et celui de ma famille. » Après ces révélations, Bruno Le Maire saisit la Haute Autorité pour la transparence de la vie publique.
En janvier 2021, selon les sources de Laurent Mauduit, le Parquet national financier a ouvert une enquête préliminaire pour vérifier si l'ex-haut fonctionnaire n'a pas caché, à l'époque, à la Commission de déontologie de la fonction publique des faits importants de nature à altérer l'avis favorable qu'elle a émis pour son passage dans le secteur privé. Dans son article, le journaliste indique qu'à l'époque, beaucoup, à Bercy, ont su que David Azéma partait travailler dans une banque qu'il avait au même moment enrôlée pour la privatisation partielle de GDF Suez – mais personne n'a rien dit. Il détaille également comment Bruno Le Maire, le ministre des Finances, traîne les pieds pour obtenir des éclaircissements sur cette affaire.